# Мусульбас, Иван Андреевич
Иван Андреевич Мусульбас (1895 год, Маневичи, Волынская губерния, Российская Империя — 10 марта 1937 года, Москва, СССР) — коммунистический политический деятель, чиновник. Член Украинской коммунистической партии (1918—1919). С 1919 года член РКП(б). Заведующий Волынским губернским земельным отделом. Заведующий Отделом по работе в деревне Харьковского губернского комитета КП(б) Украины. Ответственный секретарь Харьковского губернского комитета КП(б) Украины. Член Правления Укрсельхозбанка. 1-й секретарь Пензенского городского комитета ВКП(б) (Куйбышевский край). Член ЦК КП(б) Украины.

## Биография
Родился в 1895 году в селе Маневичи, Волынской губернии, Российской Империи.
В 1917 году учился во 2-й Киевской школе прапорщиков.
С 1917 года по 1918 год служил в русской армии.
С 1918 года по 1919 год — член Украинской коммунистической партии.
С 1919 года член РКП(б).
С 1919 года — член Волынского подпольного губернского революционного комитета.
С 1919 года — заведующий Волынским губернским земельным отделом.
В 1919 году арестован[уточнить][кем?] и в том же году освобождён.
С 1919 года по 1920 год в РККА.
С 1920 года — заведующий Организационным отделом Волынского губернского комитета КП(б) Украины.
С 1920 года — заведующий Отделом по работе в деревне Харьковского губернского комитета КП(б) Украины.
С 1920 года по 1921 год — ответственный секретарь Харьковского губернского комитета КП(б) Украины.
С 1921 года — заведующий Организационным отделом Харьковского губернского комитета КП(б) Украины.
С 1921 года по 1923 года — ответственный секретарь Волынского губернского комитета КП(б) Украины.
С 1924 года — ответственный секретарь Подольского губернского комитета КП(б) Украины.
С 1924 года по 1925 год — заведующий Культурным, Организационным отделом Всеукраинского Совета профсоюзов.
С 1925 года по 1927 год — член Правления Укрсельхозбанка.
С 1927 года по 1928 год — ответственный инструктор ЦК КП(б) Украины.
С 29 ноября 1927 года по 9 апреля 1929 года — кандидат в члены ЦК КП(б) Украины.
С 1928 года по 1929 год — заведующий Отделом по работе в деревне ЦК КП(б) Украины.
С 9 апреля 1929 года по 27 мая 1937 года — член ЦК КП(б) Украины.
С 9 апреля 1929 года по 5 мая 1930 года — кандидат в члены Организационного бюро ЦК КП(б) Украины.
С 12 ноября 1929 года по 1930 год — ответственный секретарь Одесского окружного комитета КП(б) Украины.
В 1932 году — заместитель народного комиссара земледелия Украинской ССР.
С 1932 года по 1934 год — 2-й секретарь Киевского областного комитета КП(б) Украины.
С 1934 года по 28 февраля 1936 года — 2-й секретарь Харьковского областного комитета КП(б) Украины.
С марта 1936 года по 10 октября 1936 года — 1-й секретарь Пензенского городского комитета ВКП(б) (Куйбышевский край).
16 октября 1936 года арестован.
Расстрелян 10 марта 1937 года в Москве, прах захоронен в общей могиле на Донском кладбище.
28 ноября 1956 года реабилитирован.